# Antonella Confortola
Antonella Confortola Wyatt (* 16. Oktober 1975 in Cavalese als Antonella Confortola) ist eine ehemalige italienische Skilangläuferin und Bergläuferin.

## Karriere im Skilanglauf
Ihren ersten Einsatz im Weltcup hatte sie in der Saison 1993/1994. Sie nahm bisher an drei Olympischen Winterspielen teil: 1998 in Nagano, 2002 in Salt Lake City und 2006 in Turin. Sie startete für den Verein C. S. Forestale.
Ihre größten Erfolge feierte Antonella Confortola Wyatt in Staffelwettbewerben. Mit der italienischen Staffel gewann sie bei der Nordischen Skiweltmeisterschaft 1999 die Silbermedaille, zudem gewann sie bei der WM 2005 und bei den Olympischen Spielen 2006 jeweils Bronze mit der Staffel. Ihre größten Einzelerfolge feierte sie mit dem Gewinn zweier Continental-Cup-Rennen in der Saison 2003/2004. Im März 2011 gewann sie den Engadin Skimarathon. 2011, 2012, 2013 und 2018 siegte sie beim Gsieser Tal-Lauf über 42 km Freistil. 2014 gewann sie beim König-Ludwig-Lauf über 50 km Freistil.

## Laufsport
Neben ihrer Betätigung im Wintersport bestritt sie auch erfolgreich Bergläufe. 2002 wurde sie Zweite bei den Berglauf-Weltmeisterschaften und 2003 Dritte bei der Berglauf-Europameisterschaften. 2003 und 2004 wurde sie italienische Meisterin in dieser Disziplin und siegte beim Hochfellnberglauf. 2007 und 2008 gewann sie den Drei-Zinnen-Lauf. 2010 triumphierte sie beim 22. internationalen Schlickeralmlauf.

## Privatleben
Antonella Confortola lebt in Ziano di Fiemme (Fleimstal). Im Mai 2009 heiratete sie den neuseeländischen Berglauf-Weltmeister Jonathan Wyatt (* 1972) und startete seitdem als Antonella Confortola Wyatt.

## Erfolge

### Siege bei Continental-Cup-Rennen
| Nr. | Datum         | Ort            | Disziplin                  | Serie           |
| --- | ------------- | -------------- | -------------------------- | --------------- |
| 1.  | 20. März 2004 | Ponte Formazza | 5 km klassisch             | Continental Cup |
| 2.  | 21. März 2004 | Ponte Formazza | 10 km Freistil Massenstart | Continental Cup |

### Siege bei Worldloppet-Cup-Rennen
Anmerkung: Vor der Saison 2015/16 hieß der Worldloppet Cup noch Marathon Cup.
| Nr. | Datum         | Ort            | Rennen              | Disziplin                  |
| --- | ------------- | -------------- | ------------------- | -------------------------- |
| 1.  | 13. März 2011 | Maloja–S-chanf | Engadin Skimarathon | 42 km Freistil Massenstart |

### Sonstige Siege bei Skimarathon-Rennen
- 2010 Marcialonga Light, 45 km klassisch
- 2011 Marcialonga Light, 45 km klassisch
- 2011 Gsieser Tal-Lauf, 42 km Freistil
- 2012 Gsieser Tal-Lauf, 42 km Freistil
- 2013 Gsieser Tal-Lauf, 42 km Freistil
- 2014 König-Ludwig-Lauf, 50 km Freistil
- 2018 Gsieser Tal-Lauf, 42 km Freistil